# St. Valentin (Leimrieth)

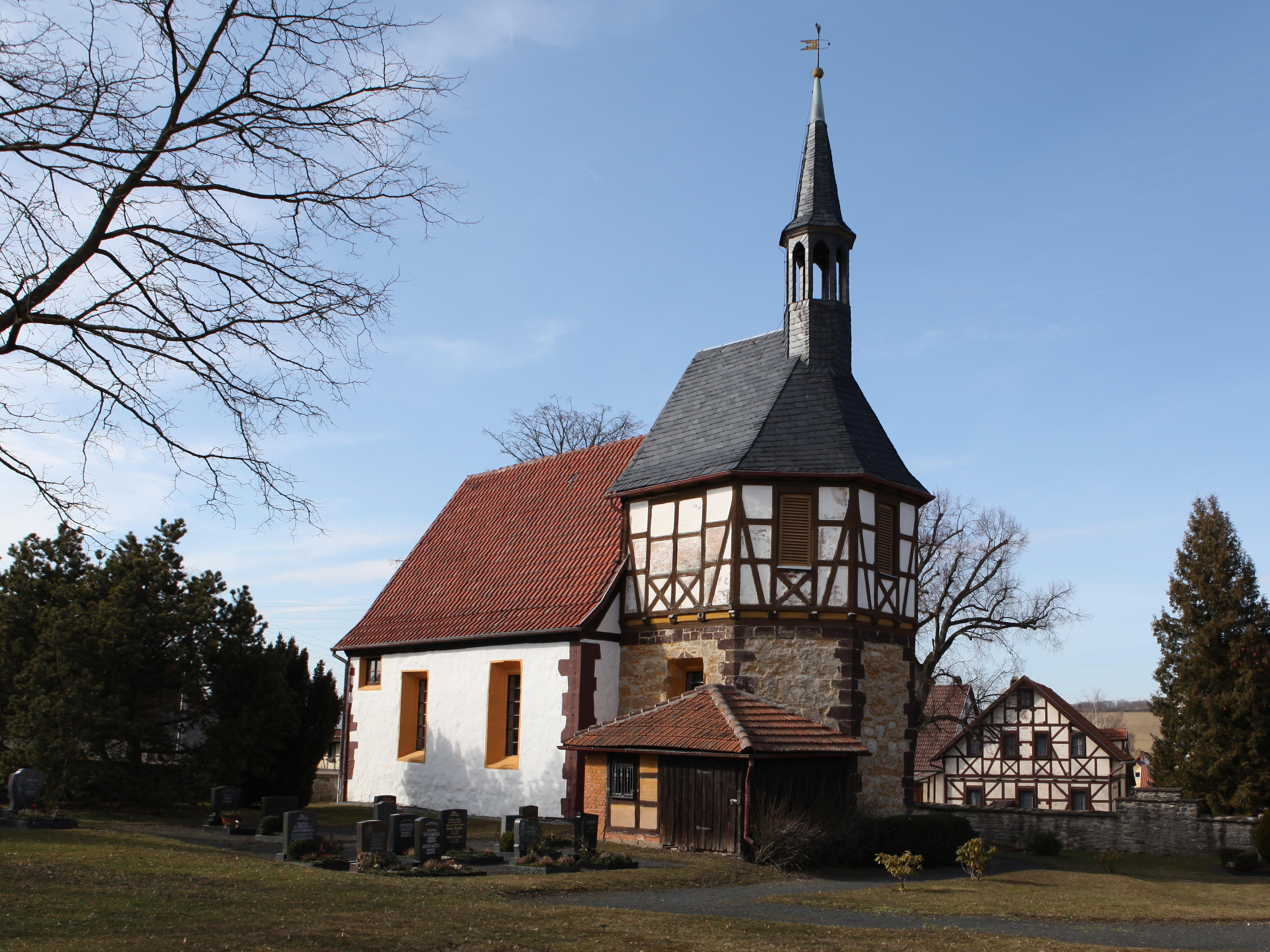
St. Valentin

Die evangelisch-lutherische Dorfkirche St. Valentin steht im Ortsteil Leimrieth der Stadt Hildburghausen im Landkreis Hildburghausen in Thüringen.
Die ältesten Bauteile der an der Straße von Hildburghausen nach Römhild gelegene Kirche, Altarraum und Langhaus, gehen auf einen Bau von 1504 zurück. Der Legende zufolge soll hier einst Martin Luther gepredigt haben, weshalb man auch vom Lutherkirchlein spricht. Von 1716 bis 1724 wurde das Bauwerk umfassend erneuert, wie eine Inschrift im Sandstein oberhalb des Haupteingangs besagt.
Das gotische Kirchendach und der Fachwerkturm mit spitzem Dachreiter und Turmknopf mit Wetterfahne prägen das Äußere. Im Untergeschoss des Turmes befindet sich der Altarraum.
Den schlichten Bau schmückt ein Kruzifix aus dem Jahre 1500, das in der Werkstatt von Tilman Riemenschneider geschaffen wurde. Zwei Emporen werden von zopfartigen Säulen getragen. Die Pfosten datieren inschriftlich aus dem Jahr 1724.